# Robert Büchner

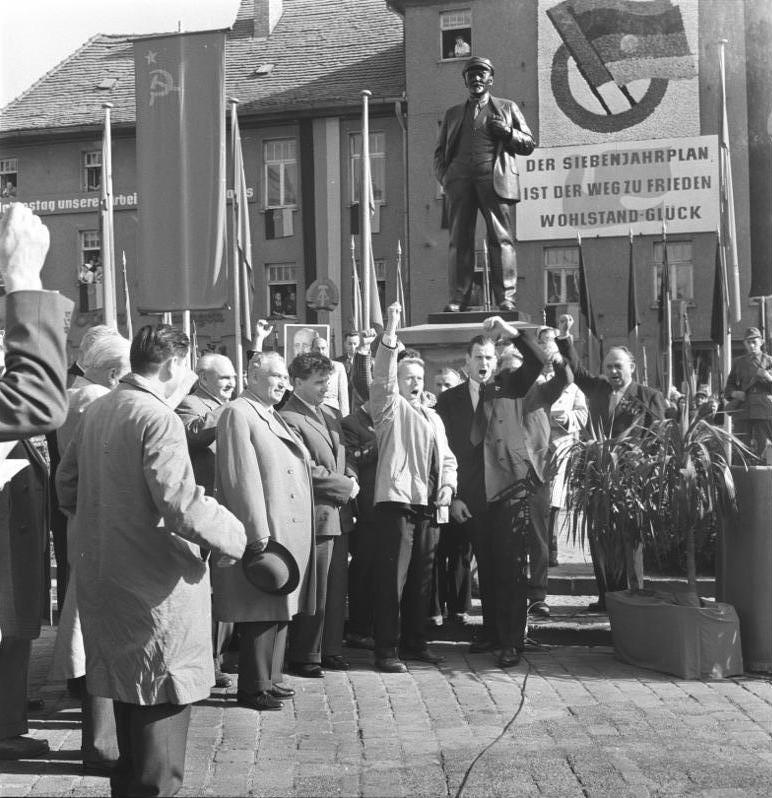
Robert Büchner war 1945 maßgeblich an der Rettung des Lenindenkmals in Eisleben beteiligt

Hans Edgar Robert Büchner (* 18. Oktober 1904 in Eisleben; † 22. August 1985 in Berlin) war ein deutscher Kommunist, Widerstandskämpfer gegen den Nationalsozialismus und Journalist in der DDR. Er wurde 1950 wegen kritischer Leitartikel als Chefredakteur der Magdeburger Volksstimme abberufen und 1953 aus der SED ausgeschlossen, aber 1956 erneut aufgenommen.

## Leben

### Widerstandskämpfer gegen den Nationalsozialismus
Robert Büchner wurde als dritter Sohn eines Bergmanns in ärmliche Verhältnisse geboren und erlernte den Beruf des Mühlenarbeiters. Er engagierte sich schon als Jugendlicher in kommunistischen Organisationen, wurde 1922 Mitglied des Kommunistischen Jugendverbands Deutschlands (KJVD) und 1924 der KPD. 1928 wurde er Redakteur der Zeitung Freiheit in Düsseldorf und war ab 1931 in Wuppertal tätig. Von November 1932 bis 1934 besuchte er als Delegierter der KPD die Internationale Lenin-Schule der Kommunistischen Internationale (Komintern) in Moskau und kehrte dann nach Deutschland zurück und wurde Mitglied der inzwischen illegalen KJVD-Reichsleitung. 
Am 18. Mai 1935 wurde Büchner wegen illegaler Parteiarbeit für die KPD in Stettin festgenommen, am 27. Januar 1936 vom Kammergericht Berlin zu fünf Jahren Zuchthaus verurteilt, die er bis Juni 1940 im Zuchthaus Roter Ochse in Halle (Saale) und im Straflager Aschendorfer Moor absaß. Nach seiner Freilassung leitete er mit Otto Gotsche die illegale Widerstandsgruppe Antifaschistische Arbeitergruppe Mitteldeutschlands (AAM). 
Nach Kriegsende wurde Büchner zum Oberbürgermeister der Stadt Eisleben ernannt und gründete noch vor dem Einmarsch US-amerikanischer Truppen am 13. April 1945 mit Otto Gotsche die nur kurz existierende Partei der Werktätigen. Am 21. Juni 1945 enthoben die Besatzungstruppen Büchner vom Bürgermeisteramt.
Zwischenzeitlich war auf Veranlassung Büchners eine im Oktober 1943 aus der russischen Stadt Puschkin geraubte, zum Einschmelzen nach Eisleben transportierte Leninstatue in zentraler Lage der Stadt aufgestellt worden. Am 2. Juli 1945 zogen die Amerikaner ab, da Eisleben nunmehr zur Sowjetischen Besatzungszone Deutschlands gehörte. Seit 1991 steht die Leninstatue von Eisleben im Innenhof des Deutschen Historischen Museums in Berlin.

### Journalist in der DDR
1947 wurde Büchner Chefredakteur der Tageszeitung Volksstimme in Magdeburg, die auch als Bezirksparteiorgan der SED diente. Im Frühjahr 1950 geriet Büchner in Konflikt mit der Partei- und Staatsführung der DDR und wurde wegen „provokatorischen Verhaltens“ abberufen, weil in seinen Leitartikeln „Abweichungen“ enthalten seien und er sich den Anweisungen der SED-Landesleitung widersetzt habe.
Büchner studierte einige Semester an der Parteihochschule der SED und wurde dann Redakteur der Tageszeitung Neues Deutschland. Im März 1953 gab es jedoch neuerliche Konflikte und Büchner wurde vom Politbüro der SED wegen „parteischädigenden Verhaltens“  aus der SED ausgeschlossen. Büchner war danach als einfacher Mühlenarbeiter im VEB Osthafenmühle beschäftigt.
1956 wurde Büchner auf eigenen Antrag wieder in die SED aufgenommen und war bis zu seiner Pensionierung wissenschaftlicher Mitarbeiter am Institut für Marxismus-Leninismus beim Zentralkomitee der SED (IML).

## Werke
- Robert Büchner: Wiedersehen nach 40 Jahren. 3. Auflage. Dietz, Berlin 1960.